# ゼレノドーリシク
ゼレノドーリシク（ウクライナ語: Зеленодольськ）はウクライナのドニプロペトローウシク州アポーストロヴェ地区にある都市。ゼレノドーリシク溜池の河岸に位置する。都市の高さは海抜92 mである。面積は16.596 km²。人口は12,692人 (2022年8月1日)。
ゼレノドーリシクは1961年に創建された。1993年に市制施行された。
市内ではアポーストロヴェ駅がある。首都キエフまでの直線距離は395 km、鉄道で487 km、車道で497 kmとなっている。州庁所在地までの直線距離は145.5 km、鉄道で177 km、車道で202 kmとなっている。ゼレノドーリシクの日は、9月の第2日曜日となっている。